# 가와고에정
가와고에정(일본어: 川越町)은 일본 미에현 미에군의 정이다. 현내에서 인접하는 아사히정에 이어 면적이 작다.

## 지리
이세만과 접한다. 최고 높이 5m의 평탄지이다.

## 역사
- 1961년 5월 1일 - 가와고에촌이 정으로 승격해 가와고에정이 되었다.

## 교통

### 철도
- 긴키 닛폰 철도 나고야선
  - (← 아사히정 이세아사히역) - 가와고에토미스하라역 - (욧카이치시 긴테쓰토미다역 →)

### 도로
- 이세 만안 자동차도(일본어판)
- 국도 1호선
- 국도 23호선